# Обхідна

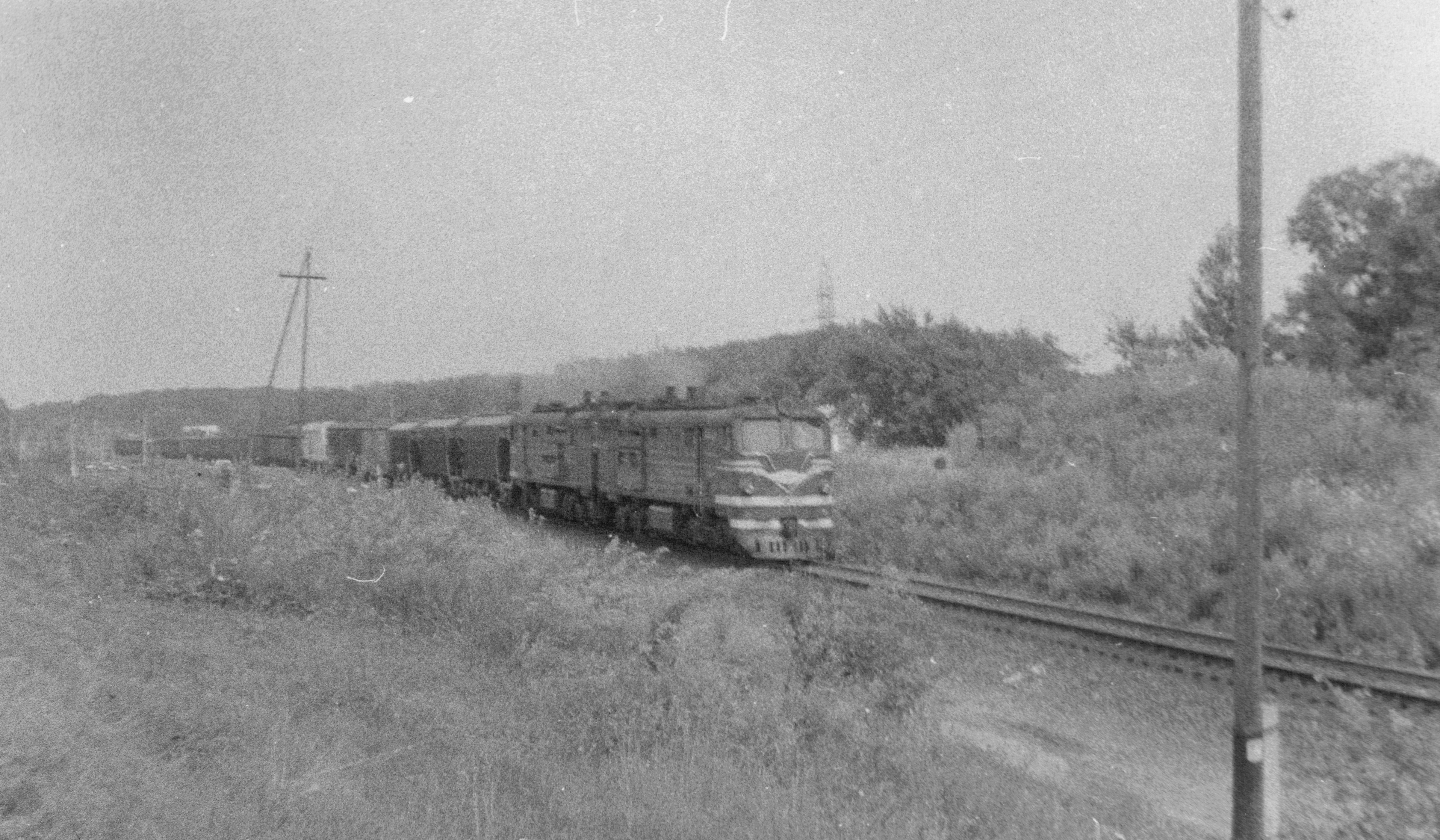
Місце біля Обхідної у 1989 році.

Обхідна — роз'їзд Одеської залізниці. Розташований на сходженні ліній Борщі-Обхідна та Подільськ-Обхідна. Знаходиться між станціями Борщі (3 км), Побережжя (5,7 км) та Балта (9 км).
Роз'їзд виник 1919 року на лінії Одеса — Балта, відкритій ще у 1865 році. Лінія електрифікована 1990 року.
Зупиняються приміські поїзди.